# Inés Issel Burzyńska
Inés Issel Burzyńska (2001, Tarragona) és una violinista amb doble nacionalitat espanyola i polonesa.

## Biografia
Nascuda a Tarragona el 2001 en una família de músics amb ambdós progenitors polonesos. Entre el 2012 i el 2024 va  estudiar a l'Escola Superior de Música Reina Sofía de Madrid sota el mestratge de Zakhar Bron.
El 2022 participà en el Concurs Internacional de Violí d'Indianapolis (International Violin Competition of Indianapolis).
Ha actuat com a solista juntament amb la Banda Municipal de Barcelona, l'Orquestra Filharmònica de Cracòvia, l'Orquestra Simfònica Verum, l'Orquestra Simfònica de Braga, l'Orquestra Filharmònica de Rotterdam, l'Orquestra Filharmònica de Sevilla o l'Orquestra Simfònica Sant Cugat entre d'altres.

## Premis
- 2010 - Concurs d'Interpretació Musical l'Arjau (Barcelona)[5]
- 2011 - Kocian Violin Competition (Txèquia)[7]
- 2014, 2015 i 2016 - Concurso de Corda Cidade de Vigo (en diferents categories)[8][9][10]
- 2015 - Concurso Internacional Violines por la Paz (Màlaga)[5]
- 2015, 2021 - Międzynarodowego Konkursu Skrzypcowego im. K. Lipińskiego i H. Wieniawskiego (Competició Internacional de Violí Karol Lipiński i Henryk Wieniawski) (Lublin)[5][11]
- 2016 - Concurs Nacional de Joves Intèrprets "Ciutat de Xàtiva"[12]
- 2016 - Concurso Nacional de Jóvenes Intérpretes "Ciudad de Cuenca"[5]
- 2018 - Międzynarodowy Konkurs Skrzypcowy im. Heinricha Wilhelma Ernsta i Karola Szymanowskiego (Concurs Internacional de Violí Heinrich Wilhelm Ernst i Karol Szymanowski) (Cracòvia)[13]
- 2018 - Georg Philipp Telemann International Violin Competition (Poznań)[14]
- 2018 - International Violin Competition Young Paganini (Legnica)[15]
- 2018 - International Nałęczów & Violin Festival (Trzebnica)[5]
- 2019 - Eugenia Umińska Violin Competition (Cracòvia)[4]